# Nicola Morra (politico)
Nicola Morra (Genova, 5 luglio 1963) è un politico italiano.
Eletto in Senato durante la XVII Legislatura nelle file del Movimento 5 Stelle, dal 17 giugno 2013 al 29 settembre 2013 ricopre la carica di presidente del proprio gruppo parlamentare.
Il 14 novembre 2018 viene eletto presidente della Commissione parlamentare antimafia.

## Biografia
Nato a Genova, cresce a Cosenza e si laurea in filosofia all'Università degli Studi di Roma "La Sapienza", specializzandosi in Bioetica all'Università degli Studi di Bari. In seguito ritorna in Calabria, dove lavora come insegnante di storia e filosofia, prima per il Liceo Scientifico G. B. Scorza di Cosenza poi per il Liceo Classico Lombardi Satriani di Cassano allo Ionio e poi per il Liceo classico Bernardino Telesio anch'esso di Cosenza.

## Attività politica
Dal 2011 partecipa attivamente ai meetup del Movimento 5 Stelle, per cui viene candidato ed eletto senatore nella XVII legislatura.
Fa parte della 1ª Commissione Affari costituzionali. Dal 7 maggio 2013 è Vicepresidente della Commissioni Affari Costituzionali ed è membro della  Commissione speciale per l'esame di disegni di legge di conversione di decreti-legge e di altri provvedimenti urgenti presentati dal Governo.
L'11 giugno è eletto capogruppo trimestrale al Senato per il Movimento 5 Stelle, vincendo la sfida con Luis Alberto Orellana, già candidato ufficiale del gruppo alla presidenza del Senato, per soli due voti, 24 contro 22; erano presenti anche 2 schede bianche.
Il 21 gennaio 2015 non viene riconfermato vicepresidente (sostituito dal senatore del Nuovo Centrodestra Salvatore Torrisi), ma viene eletto segretario della 1ª Commissione Affari costituzionali.
Rieletto in occasione delle elezioni politiche del 2018, il 14 novembre di quell'anno viene eletto presidente della Commissione parlamentare antimafia. 
Il 17 febbraio 2021 è tra i 15 senatori che non votano la fiducia al Governo Draghi. Il giorno seguente il capo politico del M5S Vito Crimi, annuncia la sua espulsione insieme a quella degli altri 14 senatori che hanno votato in dissenso dal gruppo.
Morra, diventato nel frattempo consigliere comunale di minoranza a Vado Ligure, in vista delle elezioni regionali in Liguria del 2024 si candida alla presidenza sostenuto dal gruppo consiliare Uniti per la Costituzione guidato da Mattia Crucioli piazzandosi terzo con lo 0,88% (circa 500 preferenze personali in tre province) senza entrare in consiglio.

## Controversie

### Frasi su Jole Santelli
Il 19 novembre 2020, in un'intervista rilasciata a Radio Capital, commentando l'arresto del presidente del Consiglio regionale della Calabria Domenico Tallini, parla della ex presidente della Regione Jole Santelli scomparsa per un tumore un mese prima: "Sarò politicamente scorretto, era noto a tutti che la presidente della Calabria, Jole Santelli, fosse una grave malata oncologica. Umanamente ho sempre rispettato la defunta Santelli, politicamente c'era un abisso. Se però ai calabresi questo è piaciuto, è la democrazia, ognuno dev'essere responsabile delle proprie scelte: hai sbagliato, nessuno ti deve aiutare, perché sei grande e grosso".
Tali affermazioni suscitano una bufera politica nonostante le parziali scuse di Morra; il centro-destra ne chiede le dimissioni dalla commissione parlamentare antimafia, mentre il Movimento 5 Stelle prende le distanze dal suo esponente. La sera stessa Rai 3 decide di cancellare la partecipazione di Morra alla trasmissione televisiva Titolo V.
L'11 febbraio 2021 viene indagato dalla procura di Cosenza per diffamazione aggravata e continuata a seguito delle querele presentate da Paola e Roberta, sorelle della defunta Jole Santelli.

### Richiesta indennità
Ha suscitato polemiche sulla stampa, nel novembre 2021, la sua richiesta indirizzata alla presidente del Senato Maria Elisabetta Alberti Casellati al fine di ottenere l'indennità di carica a cui aveva rinunciato. L'indennità quale presidente della Commissione parlamentare antimafia ammonta a circa 1.300 euro mensili, e nella richiesta di Morra sono compresi anche gli arretrati a decorrere dall'inizio della legislatura, pari a oltre 50.000 euro.